# 阿蘇特
阿速特（羅馬化：Acud），史籍亦称作阿速、阿阑、阿思、阿宿、阿蘇特、阿速惕等，“特”为蒙古语的复数词缀。阿速特人就是奥塞梯人，中国古称奄蔡，也被称为阿兰人。元明时期，用阿速特称呼已经融入蒙古诸部的奥塞梯人。

## 起源
奥塞梯人是古代中亚的游牧民族斯基泰人-萨尔马特人的后裔，属伊朗语支，信奉东正教，原居高加索山以北，顿河下游的库班和捷列克，后移居到捷尔宾特伏尔加河口，与拜占庭（今希腊）、谷儿只（今格鲁吉亚）、斡罗思（今俄罗斯）关系密切。古希腊、罗马文献中称之为Aorsoi、Alanorsi。所谓奄蔡，即其中文音译，首次见于《太史公书·大宛列传》。

## 演变
公元158年之后，一小支北匈奴人西迁锡尔河与阿姆河之间的中亚河中地区（粟特）的锡尔河以北的图兰地区；4世纪中期（373年），这小支北匈奴人越过顿河，吞并了奄蔡。5世纪中期，匈人阿提拉率领奄蔡人西征，一直到达了法兰西中部的奥尔良，后来成为今天加泰罗尼亚人族源之一。同俄罗斯人一样，阿速特人信奉基督宗教中的希腊正教。蒙古西征占据了高加索，蒙古帝国将大批阿速特人抽调，作为蒙哥汗的直属亲军。这次大规模的抽调，应该与蒙哥汗的亲基督教思想有关，蒙哥的母亲出身克烈部，是一位虔诚的景教（基督教聂斯脱里派）信徒，这种思想应来自于蒙哥的母亲。元朝时，阿速人仍占据重要地位。阿速人多身材高大、碧眼卷发，中国史书中称之为“绿睛回回”。阿速人以骠悍著称，精于骑射，在元大都的禁卫亲军中就有三万人。怯薛中，由这些绿睛回回组成的阿速回回军来保护皇帝，阿速军首领也称达鲁花赤（蒙古语「镇守官」），其领军的首领为赫厮和赤秃满。随着元朝灭亡，阿速军也撤回蒙古草原。
在北元終結以后，阿速特部逐渐融入了蒙古民族之中，成为永谢布-科尔沁万户的主要来源之一，是旧科尔沁三部之一。蒙古历史上著名的阿鲁台就是阿速特部的首领，最初阿速特部应当追随阿鲁台活动于呼伦贝尔地区，阿鲁台在母纳山身亡后，阿速特部活动于科布多一带（今蒙古国西部地区）；后又南下进入漠南河套地区；卫拉特人东进后，阿速特等部组成了右翼蒙古的永谢布万户。达延汗破右翼三万户，收编了永谢布万户；后来，永谢布万户吸收了乌济叶特诸部。林丹汗西迁时，永谢布万户在与察哈尔万户的冲突中解体。余部被科尔沁诸部收编，而今天的阿速特后裔，应当主要集中在阿鲁科尔沁（也称「阿巴噶蒙古」，意为“叔父”，指成吉思汗兄弟的后裔）所聚居的地域。

## 年表
公元1221年，哲别、速不台等率军自高加索北上，大败阿速特欽察等部联军。
公元1239年，拖雷的长子蒙哥，率师征服阿速特部。
公元1253年，大蒙古国派遣人括阿速特户口东迁，阿速特人大多从军，从而成为大汗亲军的主体。这只约三万之众的信奉东正教的亲军（最有名是玉哇失），一直到北元时期（1368—1388年），都是蒙古大汗的忠实守卫者。
公元1272年，阿速特人组成阿速特拔都军攻宋。
公元1336年7月11日，这些阿速特军人的后裔寄送了一封表示尊敬的信给罗马天主教教宗本尼狄克十二世。在1338年带信给在阿维农的教宗的使团中，除了纳昔奥的安德鲁和威廉外，还有阿速特人托盖。
元武宗曲律汗时期，设立左、右阿速两卫。后主要屯垦于大都以北，古北口内的潮河川以及云中等地。
元朝的统治崩溃时，阿速特作为元顺帝的亲军撤往塞外，也速迭儿杀害捕鱼儿海之战战败的北元后主脱古思帖木儿之后，1388年北元彻底灭亡。阿速特作为后继的蒙古大汗的亲军，却依然坚持东蒙古本部的正统，拥立了黄金家族的本雅失里为大汗。本雅失里西奔察合台汗国途中被瓦剌杀害，阿速特人又拥立了位于科尔沁的阿岱台吉为大汗。
蒙古汗国中后期，特别是漠南蒙古右翼（西部）分封王俺答汗推行政教合一的政策以后，阿速特与其他蒙古部族一样，逐渐改信奉黄教（藏传佛教格鲁派）。
　　

## 首领
| 政权              | 官衔 | 名諱   | 在世時間  | 在位時間  |
| ----------------- | ---- | ------ | --------- | --------- |
| 蒙古本部 （鞑靼） | 太师 | 阿鲁台 | ？—1434年 | ？—1434年 |